# Řád osvoboditele generála San Martína
Řád osvoboditele generála San Martína (španělsky: Orden del Libertador General San Martín) je nejvyšší státní vyznamenání Argentinské republiky. Založen byl roku 1943 a udílen je výhradně cizím státním příslušníkům za zásluhy o Argentinu či jako diplomatický řád.

## Historie a pravidla udílení
Řád byl založen 17. srpna 1943 dekretem č. 5000. Názvem tohoto řádu byl posmrtně poctěn jeden z předních vůdců boje za nezávislost Jižní Ameriky na Španělsku v 19. století, generál José de San Martín. Udílen je úřadujícím prezidentem Argentiny významným zahraničním politikům a vojákům. Prezident je také velmistrem řádu. 
Statut řádu byl pozměněn dekretem č. 13202 ze dne 21. května 1948. Tento dekret byl opětovně zrušen dekretem č. 16628 ze dne 17. prosince 1957. Znovu byl řád reformován dne 18. prosince 1967 dekretem č. 16643.

## Insignie
Řádový odznak má tvar šestnácticípé hvězdy. Uprostřed je kulatý medailon se zlatým portrétem José de San Martína. Medailon je lemován modře smaltovaným kruhem. V kruhu je nápis LIBERTADOR • SAN MARTIN. Na zadní straně je barevně smaltovaný státní znak Argentiny.
Řádový řetěz se skládá z větších článků v podobě vavřínového věnce a menších článků ve tvaru slunečního kotouče. Sluneční kotouče odkazují na první argentinské mince ražené od roku 1813. Celkem je těchto článků osmnáct. Uprostřed řetězu je speciální článek, na který je připojen mezičlánek ve tvaru zlatého andského kondora s roztaženými křídly. Pod kondorem je zeleně smaltovaný vavřínový věnce, přes který je položena šavle. Vavřínové věnce jsou symbolem důstojnosti a také slávy, které dosáhl José de San Martín. K věnci je připojen řádový odznak.
Řádová hvězda má tvar shodný s řádovým odznakem.
V roce 1952 byl Evě Perónové udělena speciální třída řádu. Řetěz se skládal ze 3821 kousků zlata a platiny a posázen byl 753 drahokamy. Autorem návrhu vzhledu řetězu byl Aída Lauzao. Po pádu Perónova režimu roku 1955 byl řetěz rozebrán a jednotlivé části byly vydraženy.
Stuha je modrá s bílými pruhy lemujícími oba okraje. Šířka stuhy v případě třídy velkokříže je 100 mm. U nižších tříd je stuha široká 35 mm.

Autorem vzhledu insignií je argentinský sochař Ángel Eusebio Ibarra García.

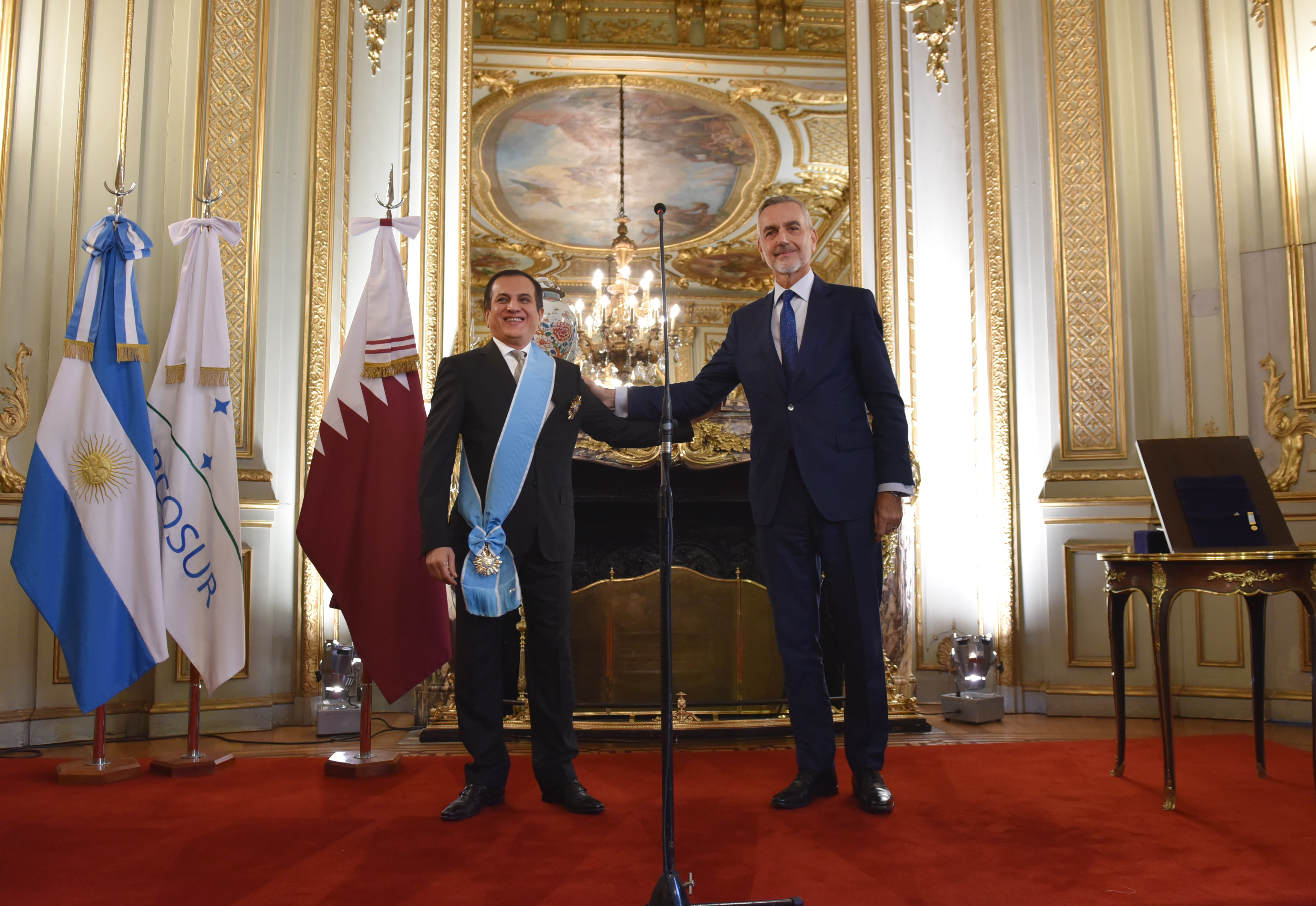
Velkokříž řádu udělený katarskému velvyslanci
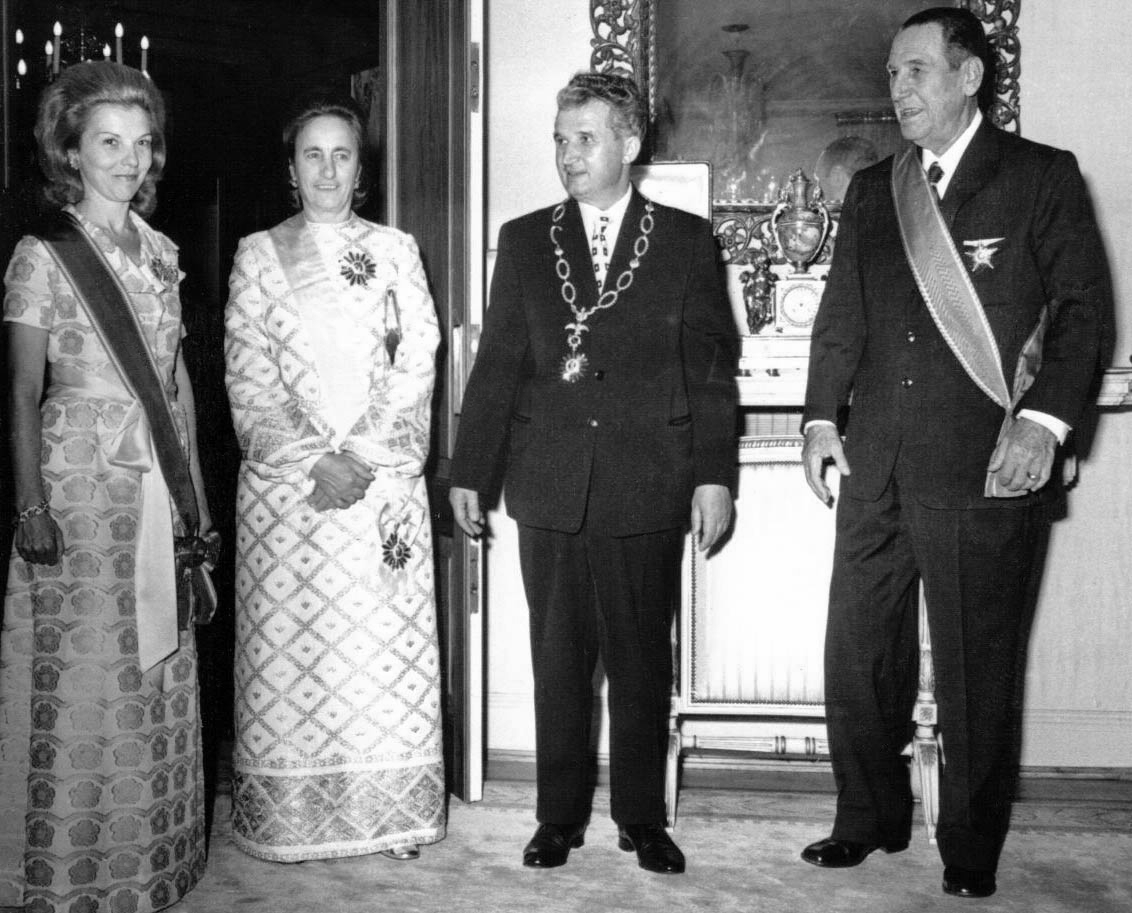
Rumunský prezident Nicolae Ceaușescu s řádovým řetězem a jeho žena Elena Ceaușescuová s šerpou velkokříže, 1974

## Třídy
Řád je udílen v šesti třídách.
- řetěz (Collar) – Tato třída je vyhrazena pouze zahraničním panovníkům a hlavám států.
- velkokříž (Gran Cruz) – Řádový odznak se nosí na široké stuze spadající z ramene ne protilehlý bok. Řádová hvězda se nosí nalevo na hrudi.
- velkodůstojník (Gran Oficial) – Řádový odznak se nosí na stuze kolem krku. Řádová hvězda se nosí nalevo na hrudi.
- komtur (Comendador)
- důstojník (Oficial)
- rytíř (Caballero)

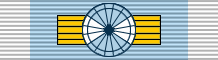
řetěz
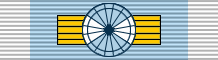
velkokříž
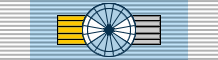
velkodůstojník
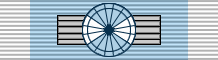
komtur
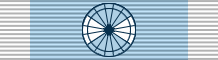
důstojník
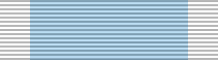
rytíř